# 39645 Davelharris
39645 Davelharris è un asteroide della fascia principale. Scoperto nel 1995, presenta un'orbita caratterizzata da un semiasse maggiore pari a 2,4322487 UA e da un'eccentricità di 0,1358749, inclinata di 5,65581° rispetto all'eclittica.
L'asteroide è dedicato all'astronomo statunitense David Lowell Harris.